# 河口喉盤魚
河口喉盤魚（學名：Gobiesox potamius），為輻鰭魚綱喉盤魚目喉盤魚科的其中一種，分布於中美洲太平洋岸的淡水流域，體長可達8公分，屬底棲性魚類，生活在溪流，屬肉食性，以甲殼類、昆蟲及小魚等為食。